# Båtnad
Båtnad innebär i fastighetsrättsliga sammanhang att fördelarna med att utföra en viss åtgärd överstiger kostnaderna och olägenheterna. Detta är ett villkor för att kunna utföra fastighetsreglering enligt fastighetsbildningslagen (5 kap 4 §), inrätta en gemensamhetsanläggning enligt anläggningslagen (6 §) och skapa en ledningsrätt enligt ledningsrättslagen (6 §). 
Båtnad är ett gammalt svenskt ord som betyder nytta/fördel/vinst. Idag torde begreppet endast leva kvar inom fastighetsrätten.
Ett båtnadsområde är ett geografiskt avgränsat område som avgör vilka fastigheter som anses ha nytta av en gemensamhetsanläggning och som därför ingår i den.